# Le Dourduff-en-Mer (Plouezoc'h)
Le Dourduff-en-Mer est un hameau situé à l'ouest de la commune de Plouezoc'h, dans le nord du Finistère, en Bretagne.

## Description du hameau
C'est un hameau et un port qui dépend de la commune de Plouezoc'h. En 1901, il est indiqué que ce hameau a 25 habitants.
En 1892, Albert Clouard en fait la description suivante :

« Après avoir laissé à gauche le bourg de Ploujean, voici que le chemin fait un coude et dégringole les pentes rapides d'une pittoresque vallée, au fond de laquelle se terre le petit village du Dourdu, un ravissant Auburn. Les maisonnettes jouent à cache-cache derrière les peupliers en quenouille et les saules éplorés, en des courtils fleuris et embaumés, en d'humides prairies arrosées d'une rivière aux eaux sombres. »

## Le port et les activités maritimes
Un sillon de galets formant poulier barre partiellement l'embouchure du Dourduff au niveau de sa confluence avec la Rivière de Morlaix et forme un havre qui a permis la naissance d'un port qui fut très actif par le passé.
Le Dourduff-en-Mer, dénommé anciennement Le Dourduff, possédait des chantiers navals, qui construisirent par exemple en 1497 à la demande de François II de Bretagne  La Cordelière (dénommée initialement La Nef de Morlaix puis la Mareschalle puis la Nef de la Royn), une caraque de 700 tonneaux, première frégate à deux batteries construite en Bretagne, commandée par Hervé de Portzmoguer, que le navire anglais la Régente coula corps et biens le 12 août 1512 au large de la pointe Saint-Mathieu.
Cet abri naturel a aussi servi maintes fois de cachette pour des navires hostiles :

« Avant d'entrer dans le port de Morlaix, on aperçoit une vaste baie appelée le Dourduff, où vinrent bien des fois se cacher, durant nos guerres maritimes, des flottilles de corsaires qui cherchaient à surprendre les navires marchands à leur sortie, et osèrent même, quelquefois, piller les villages voisins et enlever leurs habitants, comme le prouve une chanson très populaire (...) : « Le premier jour du mois de novembre, les Saxons sont descendus au Dourduff, ils ont enlevé une jeune fille dont Yvonne était le nom (...) ». C'est encore à cet endroit que le 4 juillet 1522, abordèrent une cinquantaine de navires anglais qui y effectuèrent une descente (...). »

En 1650, Yves Simon de Penanger, aïeul et curateur d'Yves de Goesbriant, donnait l'autorisation à deux pêcheurs de Penzez [Penzé] de faire la pêche aux crevettes dans le Dourduff moyennant 20 livres par an.

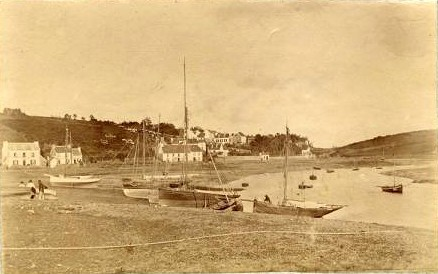
L'embouchure du Dourdu à la fin du XIXe siècle (Le Dourduff-en-Mer).

En 1830 la station de Plouezoc'h avait 3 pilotes et un aspirant. En 1887 les pilotes de Locquénolé et Plouezoc'h (en fait du Dourduff-en-Mer) avaient le droit exclusif de conduire les bateaux depuis la Rade de Morlaix jusqu'au port de Morlaix et vice-versa, mais avaient aussi le droit de les piloter jusqu'au Bas de la rivière de Penzé, l'anse de Pempoul, Roscoff et l'Île de Batz.
Le Dourduff fut un port réputé pour l'exportation des toiles et connut d'importantes activités ostréicoles jusque dans la décennie 1950 ; l'ostréiculture y subsiste, mais l'activité est réduite depuis la maladie de l'huître plate survenue alors. Ce fut aussi un important port de pêche côtière. Un quai en 1874 et un débarcadère destinés à faciliter le débarquement des engrais marins en 1880 y furent aménagés. La desserte ferroviaire (ligne de Morlaix à Primel Tregastel) mise en service en 1912 (un accident ferroviaire concernant un train à destination du Dourduff-en-Mer survint le 28 juillet 1912 à la gare de Ploujean, faisant au moins deux morts et plusieurs blessés graves) par les Chemins de fer armoricains, reprise ensuite par la Compagnie des Chemins de fer départementaux du Finistère, ferma dès 1935, mais assura une prospérité au Dourduff-en-Mer, où une gare existait, pendant cette période.
En 1922, 58 bateaux de pêche sont armés pour les trois ports de Primel, Térénez et Le Dourduff-en-Mer. En 1924, le journal Ouest-Éclair écrit, parlant de la pêche au lieu jaune : « Les marchandes du Dourduff-en-Mer les apportent par paniers à l'arrivée du petit train, à la sortie de la Manufactures des Tabacs, etc. ». Pendant l'Entre-deux-guerres, le journal Ouest-Éclair publie fréquemment des articles évoquant l'abandance des prises et la prospérité du port : « Les huitres du Dourduff-en-mer sont servies sur les tables de la capitale », « Les tournées en rade [de Morlaix] continuent à être fructueuses pour les flottilles du Dourduff-en-Mer et de Locquénolé, (...) le trafic de marchandises est intense (...) par le petit train soit à l'arrêt du Dourduff-en-mer, soit à Morlaix, « Les marchandes du Dourduff apportent chaque jour à Morlaix du lieu bien frais et du maquereau qui sont très vite vendus à la descente du petit train », « Les huîtres du Dourduff-en-Mer sont très demandées. Beaucoup d'ormeaux, de praires, de merlus », « il a été pris des lieus de belle taille et qui se vendent un prix très élevé au marché de Morlaix. Les huîtres plates du pays sont d'un bon rendement. Les coquilles Saint-Jacques prises à la drague se vendent facilement. La menue cueillette de palourdes, bigorneaux et coques est d'un bon rendement », etc.
Un projet de bassin à flot fut lancé par l'ingénieur La Force en 1772, mais n'aboutit pas. L'absence d'aménagement a permis la conservation du palud (marais maritime) ; le hameau a aussi conservé la "Maison du corps de garde", devenue "Vigie de la douane" au XIXe siècle, et qui abrite désormais la "Société des Régates du Dourduff-en-Mer".
Des corps morts destinés à faciliter l'amerrissage des hydravions furent installés au Dourduff-en-Mer en 1933.

## Autres aspects historiques
Hervé du Bois est seigneur du Dourduff en Plougoulm selon un aveu de 1540 ; il relève de la juridiction de Lesneven. Cette famille est d'ailleurs parfois dénommée "Du Bois-Dourduff" : par exemple une Marguerite Du Bois-Dourduff épouse Pierre de Kerléau au début du XVe siècle.
"Du Dourduff" ou "Du Dourdu" était aussi le nom d'une ancienne famille déclarée d'extraction noble par l'arrêt du 20 juillet 1669.
Josias-Claude-Michel Le Gac de Lansalut, né le 26 juillet 1707, était seigneur du dit lieu, de l'Île-Crékan et du Dourduff

## Littérature
- François-Marie Luzel dans une nouvelle intitulée Le pêcheur qui vendit son âme au diable, qui fait partie du recueil Veillées bretonnes paru en 1879 parle à plusieurs reprises du Dourduff[24]. L'auteur a repris une vieille légende des environs de Morlaix qui racontait qu'un pêcheur du Dourduff, se trouvant un jour seul sur sa barque en pleine mer était à songer tristement à son malheureux sort lorsqu'il entendit un grand bruit et vit un cavalier tout habillé de rouge surgir des flots, faisant jaillir le feu de ses quatre pieds et de ses narines, et qui marchait sur la mer. Ce cavalier était le diable qui venait proposer au pêcheur de lui vendre son âme[25].
- Pierre Maël a publié en 1899 un roman Seulette dont l'action se déroule principalement au Dourdu (Le Dourduff-en-Mer)[26].